# Ficus altissima
Ficus altissima är en mullbärsväxtart som beskrevs av Carl Ludwig von Blume. Ficus altissima ingår i släktet fikonsläktet, och familjen mullbärsväxter. Inga underarter finns listade i Catalogue of Life.

## Bildgalleri

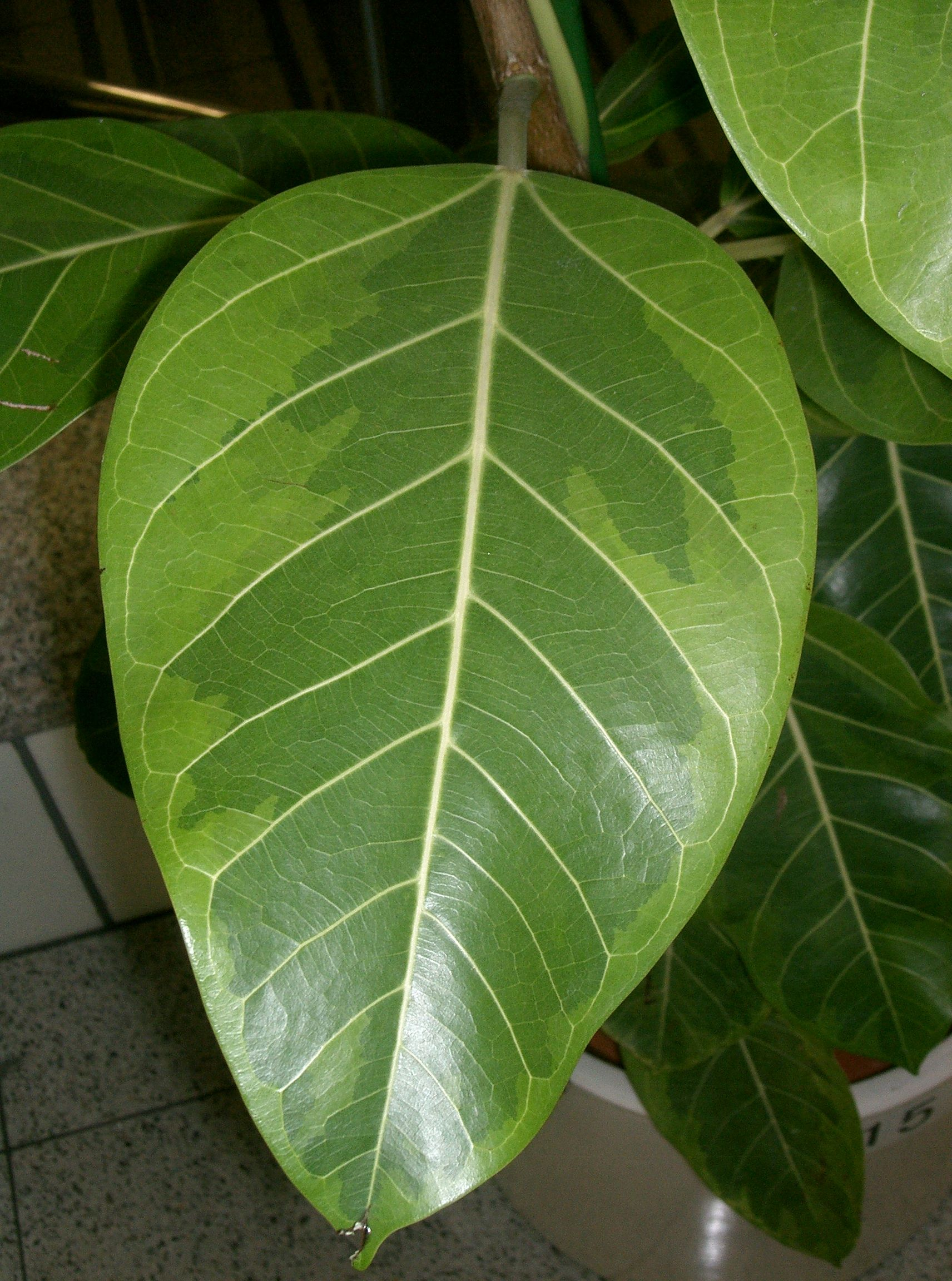
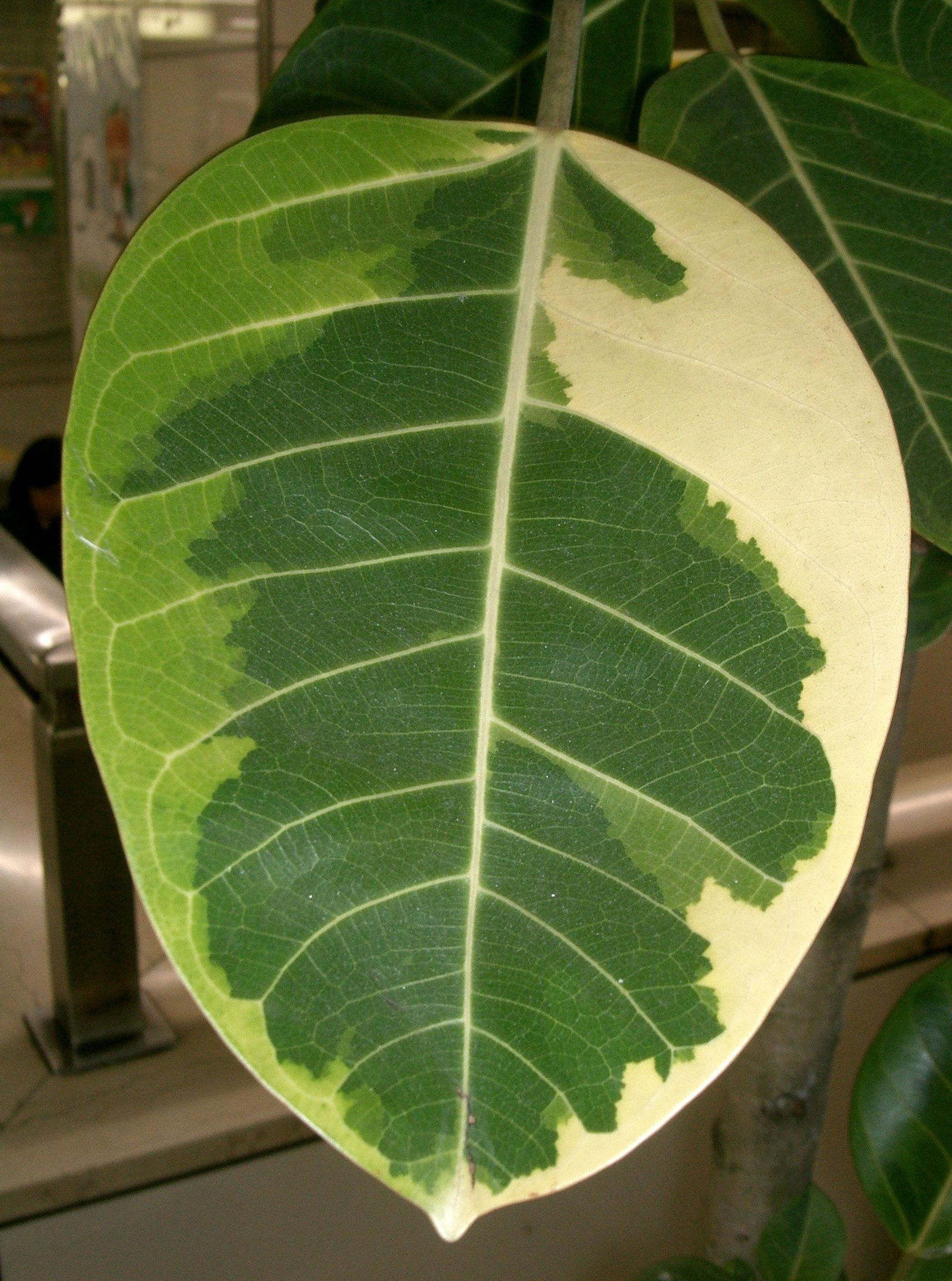
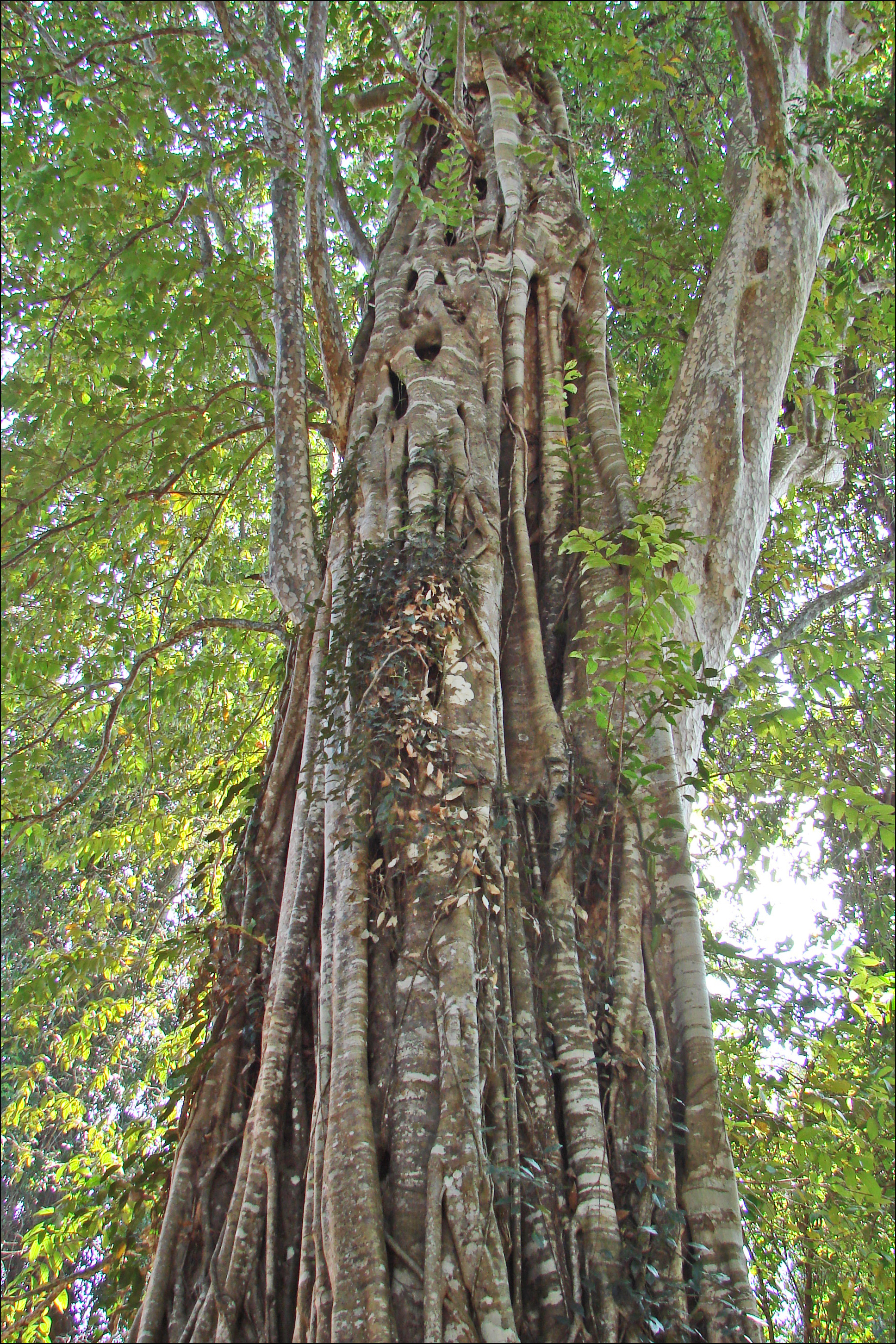
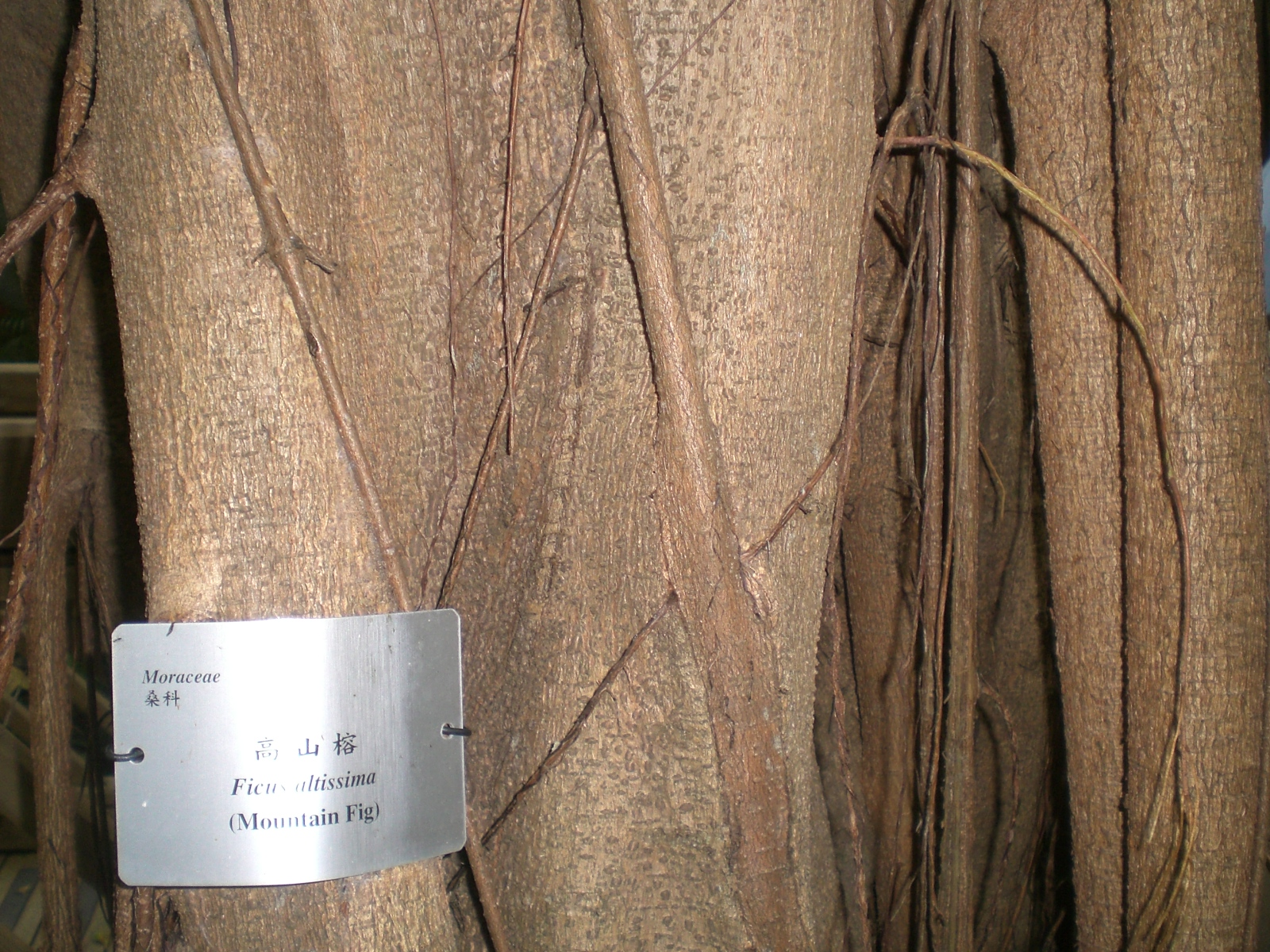
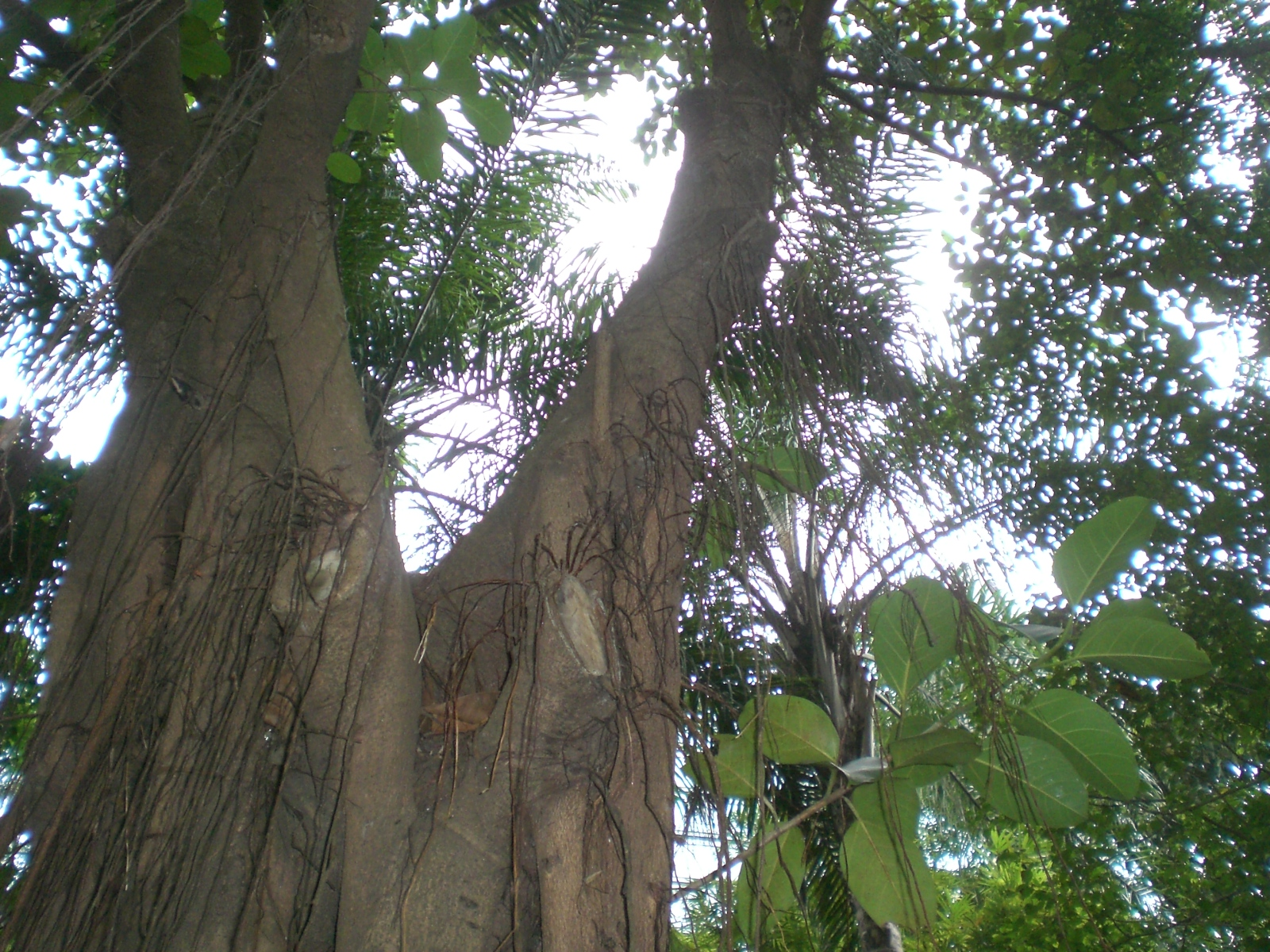
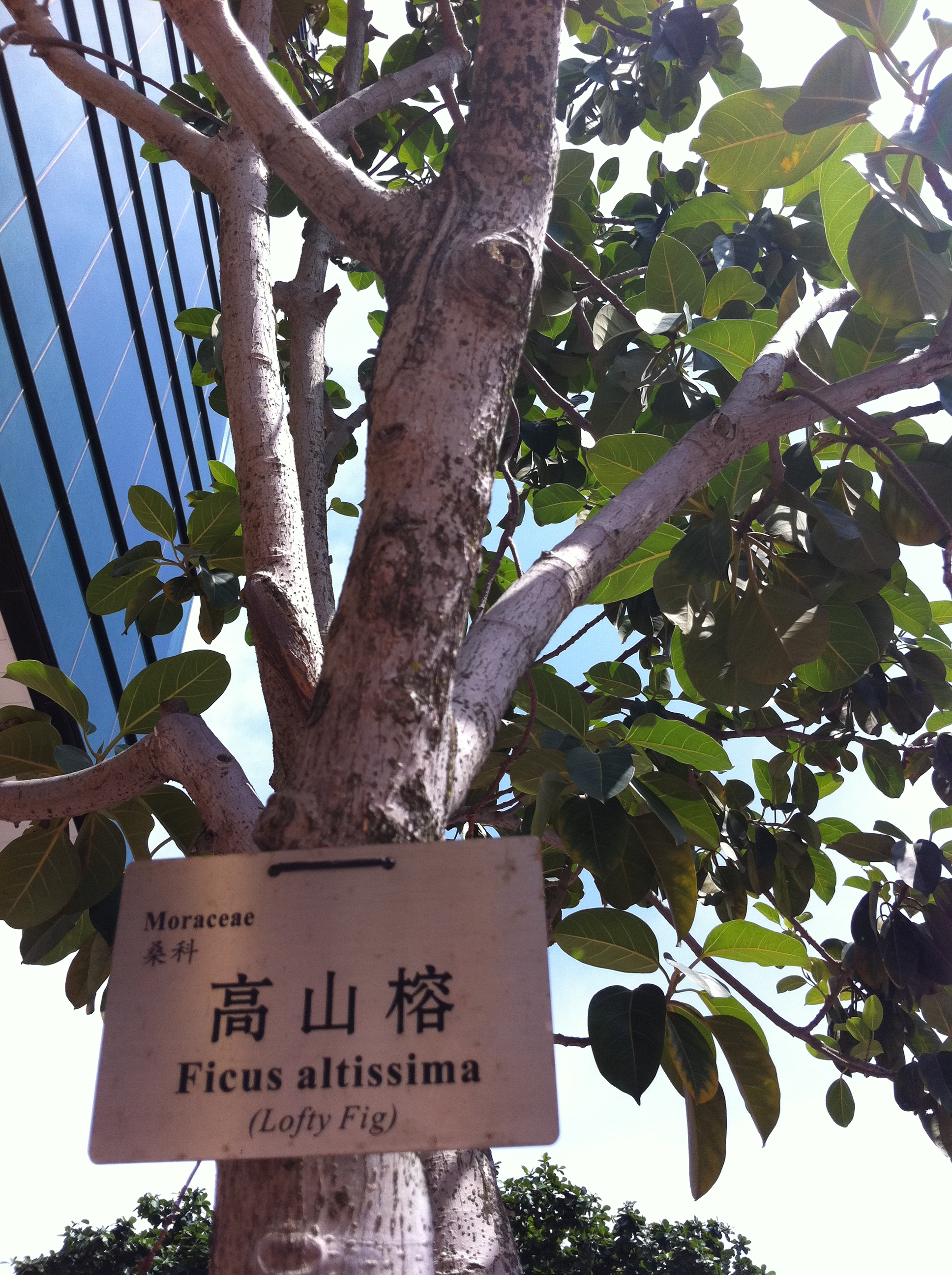